# Шпола (Германия)

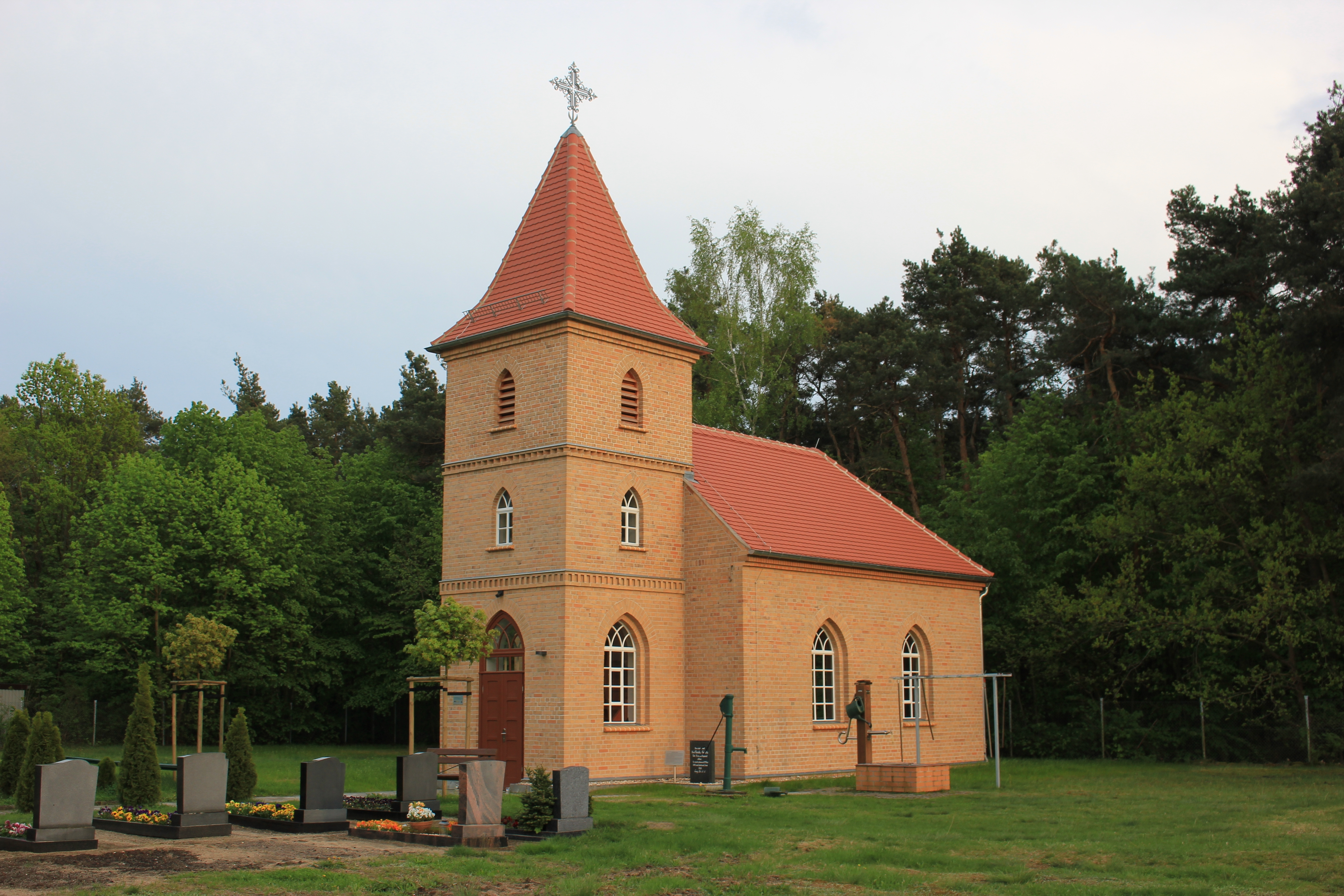

Шпо́ла или Спа́ле (нем. Spohla; в.-луж. Spaleо файле) — сельский населённый пункт в статусе городского района Виттихенау, район Баутцен, федеральная земля Саксония, Германия.

## География
Населённый пункт расположен между Хойерсвердой на севере и Виттихенау на юге. На востоке от деревни протекает река Хойерсвердауэр-Шварцвассер, славянское наименование — Чорница (нем. Hoyerswerdaer Schwarzwasser, в.-луж. Čornica) и на западе — проточный канал Вудра, построенный в 1937 году под руководством Имперской службой труда для защиты Виттихенау от наводнений.
Через деревню с востока на запад проходит автомобильная дорога K9207 (Бундесштрассе 96 — Койла).
Соседние населённые пункты: на севере — Хойерсверда, на востоке — деревня Кнаппенроде (Горникецы, в городских границах Хойерсверды), на юго-востоке — деревня Маукендорф (Мучов, в городских границах Виттихенау), на юге — деревня Бришко (Брежки, в городских границах Виттихенау), на юго-западе — деревня Койла (Куловц, в городских границах Виттихенау) и на северо-западе — деревня Дёргенхаузен (Немцы, в городских границах Хойерсверды).

## История
Впервые упоминается в 1374 году под наименованием «Spole». После Венского конгресса деревня перешла в 1815 году в состав Прусского королевства. Входила в округ Хойерсверда, который был образован в 1825 году. В 1995 году вошла в состав Виттихенау в статусе городского района. С 1996 по 2008 года находилась в районе Каменц, в 2008 году передана в район Баутцен.
В 1936 году во время германизации Третьего рейха была переименована в Брандхофен. Прежнее наименование было возвращено в 1947 году. Во время Второй мировой войны в деревне находилось одно из отделений концентрационного лагеря Гросс-Розен.
В настоящее время деревня входит в состав культурно-территориальной автономии «Лужицкая поселенческая область», на территории которой действуют законодательные акты земель Саксонии и Бранденбурга, содействующие сохранению лужицких языков и культуры лужичан.
В деревне ежегодно отмечаются различные славянские обычаи: накануне Великого поста празднуется карнавал, во время которого местные жители употребляют пиво. 30 апреля происходит сжигание чучела ведьмы и в первые майские дни совершается обычай «Майское дерево». Считается, в Шполе родился серболужицкий легендарный герой Мартин Пумпхут.
Исторические немецкие наименования:
- Spole, 1374
- Spal, Spall, Spale, 1408
- Spol ,1445
- Spola, 1541
- Spoll, 1568
- Spohlaw, 1658
- Alt- und Neu-Spohla, 1660
- Brandhofen, 1936—1947

## Население
Официальным языком в населённом пункте, помимо немецкого, является также верхнелужицкий язык.
Согласно статистическому сочинению «Dodawki k statisticy a etnografiji łužickich Serbow» Арношта Муки в 1884 году в деревне проживало 374 жителей (все без исключения лужичане).
Лужицкий демограф Арношт Черник в своём сочинении «Die Entwicklung der sorbischen Bevölkerung» указывает, что в 1956 году при общей численности в 412 жителей серболужицкое население деревни составляло 76 % (из них 238 взрослых владели активно верхнелужицким языком, 9 взрослых — пассивно; 66 несовершеннолетних свободно владели языком).
| 1825 | 1871 | 1885 | 1905 | 1925 | 1939 | 1946 | 1950 | 1964 | 1990 | 2011 | 2016 |
| ---- | ---- | ---- | ---- | ---- | ---- | ---- | ---- | ---- | ---- | ---- | ---- |
| 353  | 381  | 372  | 340  | 357  | 507  | 381  | 454  | 395  | 260  | 409  | 395  |